# Giusi Cataldo
Giuseppina „Giusi“ Cataldo (* 5. September 1961 in Palermo) ist eine italienische Schauspielerin.

## Leben
Cataldo sammelte Schauspielerfahrung auf der Bühne neben Vittorio Gassman und Gigi Proietti sowie unter Giorgio Strehler und debütierte im Kino 1988 für Carlo Verdone, als sie die unzufriedene Frau eines eifersüchtigen Polizisten in Compagni di scuola spielte. Es folgten wenige, ausgesuchte Rollen, darunter einige erfolgreiche und künstlerisch bemerkenswerte Werke wie La corsa dell'innocente (1992) und Racket (1997). Neben ihrer stetigen und anerkannten Theaterarbeit nahm sie hin und wieder Angebote für Fernsehfilme an.

## Filmografie (Auswahl)
- 1988: Compagni di scuola
- 1989: Ein Häuschen aus Kristall (Corsa di primavera)
- 1992: Das Ende der Unschuld (La corsa dell'innocente)
- 1997: Racket
- 2009: La siciliana ribelle
- 2013: Volare – La grande storia di Domenico Modugno (Fernsehfilm)